# Imme Hoefer-Purkhold
Imme Hoefer-Purkhold (* 7. April 1919 in München; † 5. Januar 2008 in Oberammergau) war eine zeitgenössische bekannte Bildhauerin und Graphikerin in Bad Bayersoien.

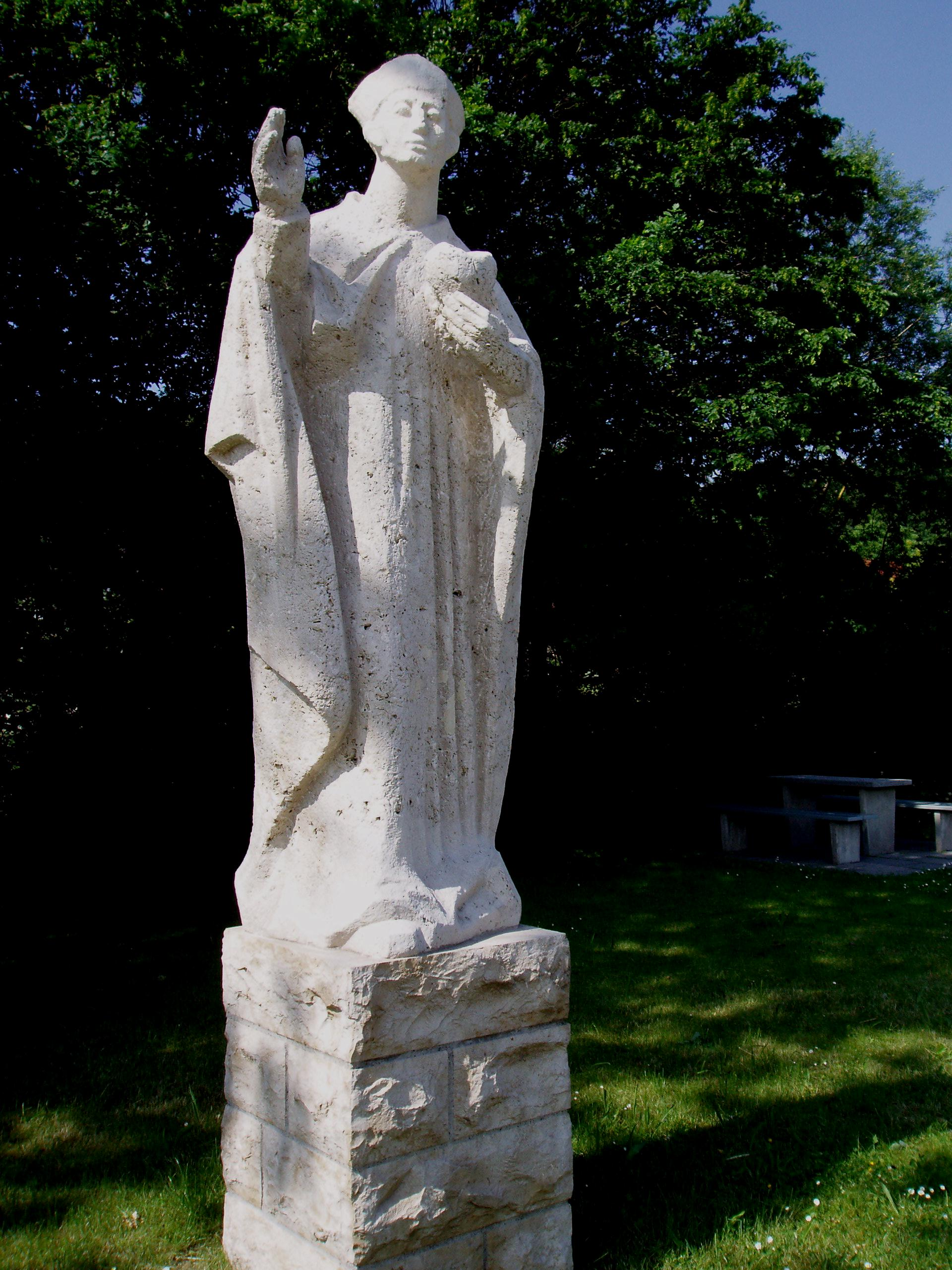
Statue des hl. Aloysius an der Brücke in Obereichstätt im Altmühltal

Sie studierte 1936 an der seit 1902 existierenden Holzschnitzschule Bad Warmbrunn (Niederschlesien) bei Cirillo Dell’Antonio und 1936 bis 1947 mit Unterbrechungen an Akademie für bildende Künste in München; sie lernte bei Josef Henselmann und 1955 bei dem italienischen Bildhauer Giacomo Manzù. 1938 war sie Studentin der Akademie für bildende Künste in Königsberg. Sie lebte und arbeitete bis circa 1967 in München und war seitdem in Bad Bayersoien ansässig. Studienreisen unternahm sie nach Portugiesisch-Westafrika, Frankreich, Italien, Polen, Schweden und Österreich.
Ihr Werk umfasst Arbeiten aus Holz, Stein, Keramik, Bronze, Stuck und Blechtreibtechnik. Ihre – häufig religiöse Motive darstellenden – Plastiken sind in ganz Bayern anzutreffen, so in Augsburg, Feldafing, Füssen, Großmehring (Nibelungendenkmal an der Donaubrücke), Hallstadt/Bamberg, Ingolstadt, Kelheim, Landshut, Lenggries, München (unter anderem in Laim und Pasing), Murnau/Mühlhagen, Obereichstätt, Peißenberg, Rothenburg o. T., Starnberg, Traunreut, Treuchtlingen, Wasserburg und Weißenburg.